# Банда из одељења информатике
Банда из одељења информатике је британски ситком Канала 4 који је креирао Грејам Линехан. Главне улоге тумаче Крис О'Дауд, Ричард Ајоади и Кетрин Паркинсон.
Серија је била номинована за неколико телевизијских награда у Британији, укључујући и четири БАФТЕ.

### Радња
Рој (Крис О'Дауд) и Мос (Ричард Ајоади) запослени су као техничка подршка у једној великој британској корпорацији. Њихов живот се углавном састоји од јављања на телефон и примања притужби незадовољних радника у њиховој фирми. Једног дана Рој и Мос добијају нову шефицу Џен (Кетрин Парксинсон) која је задужена да надгледа њихов рад у информатичком одељењу иако не зна ни која је разлика између хардвера и софтвера.

### Улоге
- Крис О'Дауд као Рој Тренман
- Ричард Ајоади као Морис Мос
- Кетрин Паркинсон као Џен Барбер
- Мет Бери као Даглас Рејнхолм
- Крис Морис као Денхолм Рејнхолм
- Ноел Филдинг као Ричмонд Авенал